# 艾尤卡斯普林斯 (密蘇里州)
艾尤卡斯普林斯（英語：Iuka Springs）是位於美國密蘇里州聖克萊爾縣的鬼鎮。

## 地理
艾尤卡斯普林斯所處的海拔為高於海平面229米（即751英呎），而該地所採用的時區為UTC-6，即北美中部時區（CST）。同時該地設有夏令時間，為UTC-6調快一小時，即UTC-5（CDT）。